# Aiham Ousou
Aiham Ousou (Mölndal, 9 de enero de 2000) es un futbolista sueco, nacionalizado sirio, que juega en la demarcación de defensa para el Royal Charleroi S. C. de la Primera División de Bélgica.

## Selección nacional
Su trayectoria en selección nacional comenzó en las categorías inferiores de Suecia, para finalmente el 19 de noviembre de 2022 hacer su debut con la absoluta. Sin embargo, tras nacionalizarse sirio y ser convocado por la selección, hizo su debut con la selección absoluta de Siria el 5 de enero de 2024 contra Kirguistán en un partido amistoso que finalizó con un resultado de empate a uno tras el gol de Ibrahim Hesar para Siria, y de Ayzar Akmatov para Kirguistán

## Clubes
| Club                           | País            | Año       | Partidos | Goles |
| ------------------------------ | --------------- | --------- | -------- | ----- |
| Angered MBIK                   | Suecia          | 2016      | 4        | 0     |
| Västra Frölunda IF             | Suecia          | 2017      | 11       | 3     |
| BK Häcken                      | Suecia          | 2018-2020 | 0        | 0     |
| AFC Eskilstuna (cedido)        | Suecia          | 2020      | 15       | 0     |
| GAIS (cedido)                  | Suecia          | 2021      | 11       | 0     |
| S. K. Slavia Praga B           | República Checa | 2021      | 2        | 0     |
| S. K. Slavia Praga             | República Checa | 2021-2023 | 73       | 2     |
| BK Häcken (cedido)             | Suecia          | 2023      | 13       | 0     |
| Cádiz C. F. (cedido)           | España          | 2024      | 6        | 0     |
| Royal Charleroi S. C. (cedido) | Bélgica         | 2024-     | 27       | 0     |

## Palmarés

### Títulos nacionales
| Título                     | club               | País            | Año  |
| -------------------------- | ------------------ | --------------- | ---- |
| Copa de la República Checa | S. K. Slavia Praga | República Checa | 2023 |